# Белисама
У келтској митологији Белисама (Belisama, Belesama) је била богиња воде и ватре, светлости и заната, поштована у Галији и Британији.
Белисама је била супруга и пратилац Беленуса.
Њено име се преводи као летња светлост
Идентификована је са Минервом и Атином, а постоји сличност између ње и Бригид. Поштовали су је и Келти и Римљани, под именом Белисама и Минерва-Белисама.
О томе сведоче и два записа:
- келтски запис из Провансе на којем стоји:

Сегомарос, син Улиа, вођа Намаузоса, подиже ово светилиште у славу Белесами.
- латински запис нађен у данашњем Аријежу:

Минерви-Белисами уз завет посвећује Квинтус Валеријус Монтанус
Река Рибл у Енглеској је у римско доба носила име Белисама,
Поред тога што је била богиња река и језера, била је и заштитница заната, на првом месту производње оружја.